# Afroleius minor
Afroleius minor är en kvalsterart som beskrevs av Sandór Mahunka 1984. Afroleius minor ingår i släktet Afroleius och familjen Haplozetidae. Inga underarter finns listade i Catalogue of Life.